# Pantydia moolla
Pantydia moolla är en fjärilsart som beskrevs av Swinhoe 1885. Pantydia moolla ingår i släktet Pantydia och familjen nattflyn. Inga underarter finns listade i Catalogue of Life.